# Louis Hippolyte Leroy
Louis Hippolyte Leroy ou LeRoy (1763-18 février 1829) est un marchand de modes français, fondateur d'une maison à son nom située 79 rue de Richelieu à Paris sous le Premier Empire.

## Biographie

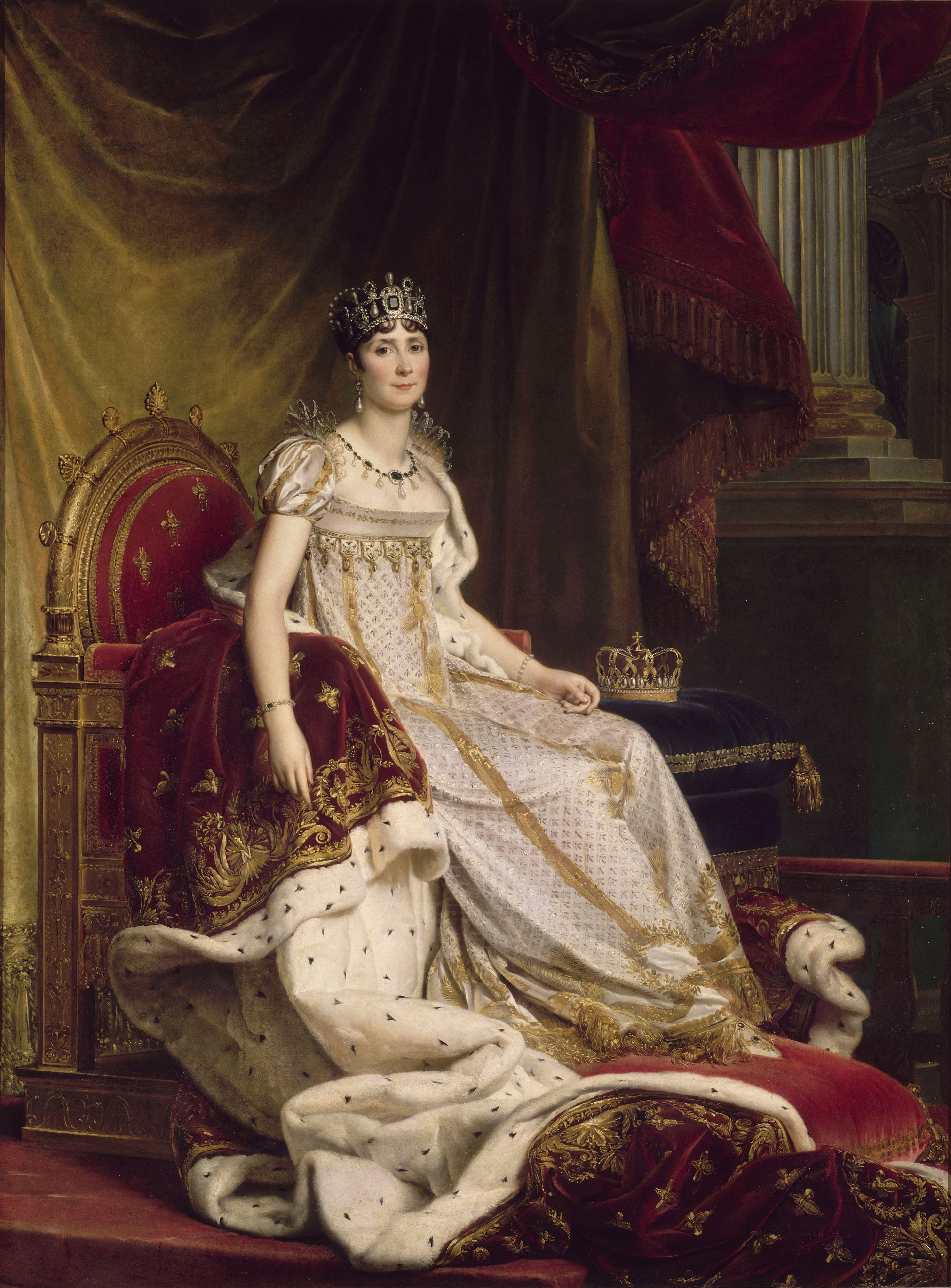
Portrait de l'impératrice Joséphine en costume de couronnement, par François Gérard, 1807-1808.

Fils d'un machiniste de l'Opéra de Paris, Louis Hippolyte Leroy, après un apprentissage auprès du coiffeur de cette institution, commence sa carrière en tant que coiffeur à la cour de Versailles.
En 1796, il se marie à Françoise-Renée Guyot divorcée Bonneau.
En 1799, il se fait connaître pour son casque à la coquette.
En 1804, Louis Hippolyte Leroy fournit le costume du sacre de l'impératrice Joséphine de Beauharnais. Selon Imbert de Saint-Amand, « Leroy, qui jusqu'alors n'avait été que marchand de modes, s'était décidé, pour la circonstance, à entreprendre la couture et avait pour associée Mme Raimbaud, célèbre couturière de l'époque ». Leroy « n'était pas un concepteur, mais au contraire faisait exécuter parfaitement des modèles que lui fournissaient divers artistes spécialisés dans cette forme de créativité, comme Philibert-Louis Debucourt, Jean-Baptiste Isabey et Auguste Garneray ».
En 1805, Leroy s'établit à bail rue de Richelieu, dans l'hôtel Boutin.
Louis Hippolyte Leroy devient le fournisseur attitré de l'impératrice française et de nombreuses autres cours d'Europe. En six ans, il facture plus de la moitié de la somme de 1 500 000 francs que Joséphine consacre à sa toilette. En 1813, Joséphine est redevable de 152 000 francs auprès de ses ateliers de couture.
En 1818 est tracé un acte de vente d'une propriété sise à Boulogne, rue de Montmorency, la bénéficiaire étant Mme Marie Anne Saltmarsch.
Il habilla par la suite la duchesse de Berry.
En 1820, il cède son commerce à une nièce, mariée à Lazare Auger, frère du suivant.
Hippolyte Auger a laissé un rare témoignage écrit des souvenirs de ses liens avec la famille alliée Leroy.
Les livres de compte du tailleur sont pour partie détenus à la bibliothèque nationale de France.
Le notaire parisien chargé de la succession du couturier est Me Henri Batardy. La veuve de Leroy, Geneviève-Françoise-Renée Guyot, meurt au domicile familial du no 41 rue de la Chaussée-d'Antin, le notaire ouvrant la succession le 19 mars 1832 étant Me Aimé-Eugène Moisson.